# خوسيه رامون دياز أليخاندرو
خوسيه رامون دياز أليخاندرو هو مصمم مطبوعات ورسام ورسام توضيحي كوبي، ولد في 16 فبراير 1943 في La Habana Province (1976–2010) ‏ في كوبا.